# Ascarina subsessilis
Ascarina subsessilis är en tvåhjärtbladig växtart som beskrevs av B. Verdcourt. Ascarina subsessilis ingår i släktet Ascarina och familjen Chloranthaceae. Inga underarter finns listade i Catalogue of Life.